# Jeseritz
Jeseritz è una frazione della città tedesca di Gardelegen, nella Sassonia-Anhalt.
Fino al 31 dicembre 2009 è stato comune autonomo.
Jeseritz si trova al confine del parco naturale Drömling 12 km circa a sudovest di Gardelegen. 
Prima dell'incendio del 1877 che ne ha distrutto la struttura il villaggio era un rundling sorabo. Sulla strada principale si trovano ancora diversi edifici a graticcio. La chiesa è stata riedificata nel 1877, il rivestimento in legno è unico nella regione.